# Reggimento corazzieri
Il Reggimento corazzieri è la guardia d'onore del presidente della Repubblica Italiana.
È un reggimento a cavallo, forza specializzata dell'Arma dei Carabinieri. Prima del 24 dicembre 1992 il reparto era denominato Reggimento carabinieri guardie della Repubblica e sino al 1990 si chiamava Comando carabinieri guardie del Presidente della Repubblica.

## Storia

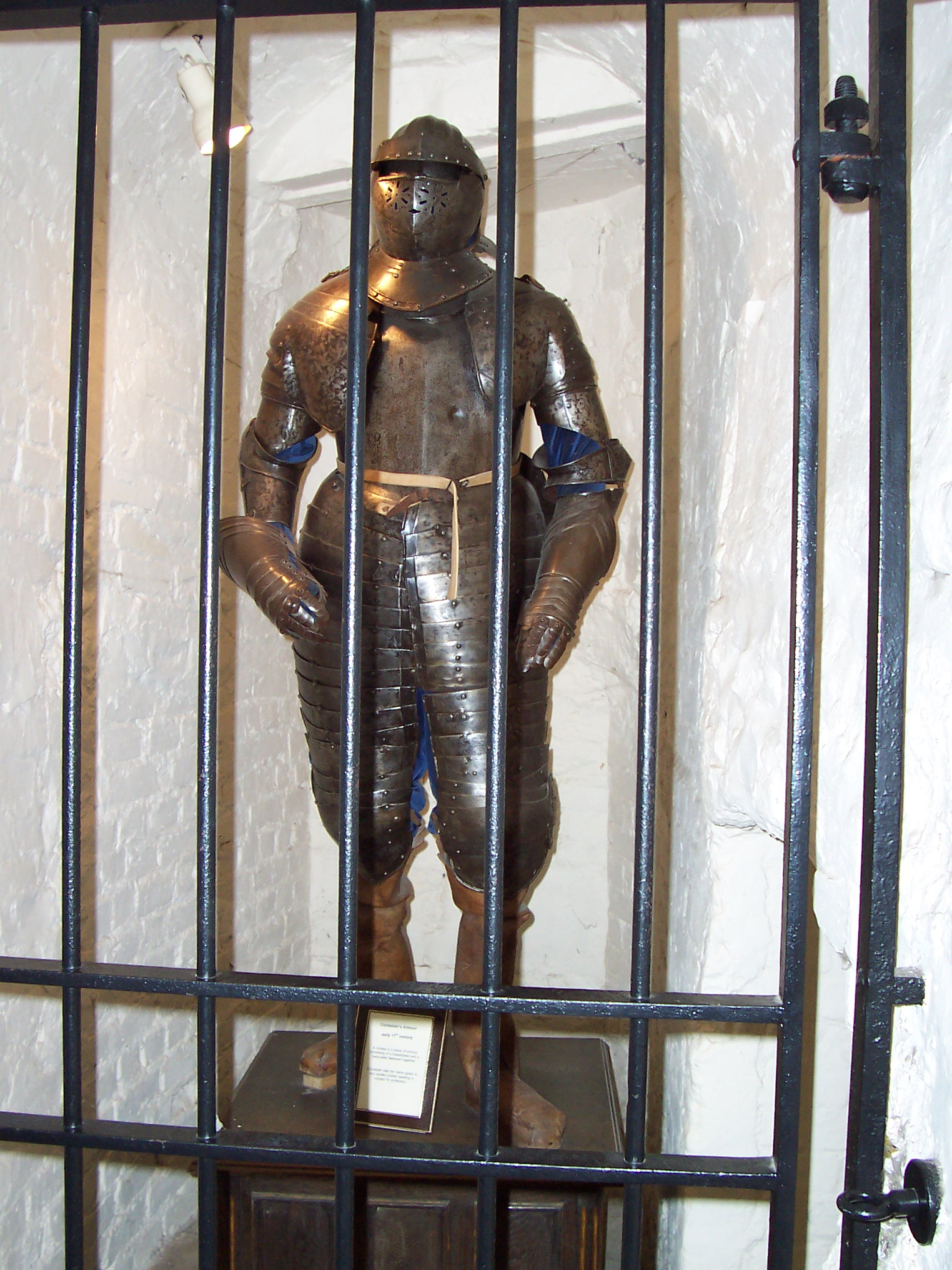
Corazziere pesante (secolo XVI)

### Origini
Le prime tracce di un corpo di arcieri e scudieri addetto alla sicurezza della residenza e degli esponenti della Casa Savoia risalgono al XIV secolo, ma fu soltanto sotto il ducato di Emanuele Filiberto Testa di Ferro (1553-1580) che si costituì una "Guardia d'Onore del Principe", una cinquantina di uomini, comandati da un capitano, che conobbero il battesimo del fuoco nella vittoriosa battaglia di San Quintino, il 10 agosto 1557.
Costantemente aumentato nell'organico e nelle specialità, il reparto contava, intorno al 1630, almeno 400 uomini divisi in 4 compagnie, fra le quali una Compagnia Corazze di Sua Altezza che cominciò a portare sul petto delle corazze il monogramma dell'autorità statuale, tradizione che è giunta fino ai nostri giorni, pur nel mutare delle forme istituzionali. Quando il corpo fu costituito, aveva in organico 1 capitano comandante, 4 ufficiali, 9 sottufficiali (ora 12), 69 carabinieri (ora 88).

### Le Guardie del Corpo di Sua Maestà il re di Sardegna
Nel 1677, in occasione della creazione di un reparto di Guardia per Giovanna Battista di Savoia-Nemours, la precedente Compagnia Corazze di Sua Altezza viene unita alla nuova dando vita alle Guardie del Corpo. Nel 1690 vengono annoverate in tutto ben quattro compagnie:
- 1ª Compagnia detta Gentiluomini arcieri;
- 2ª Compagnia detta Archibugieri a cavallo di Sua Altezza Reale;
- 3ª Compagnia detta Corazze di S.A.R.;
- 4ª Compagnia detta Corazze di Madama Reale.

La terza e la quarta compagnia vennero sciolte nel 1710 ma poi la terza venne ricostituita nel 1714 con reclute siciliane in virtù della nuova acquisizione del regno di Sicilia. Nel corso del Settecento il reclutamento delle Guardie del Corpo viene ripartito in questo modo: nella prima compagnia i savoiardi, nella seconda i piemontesi e nella terza, a seguito del trattato di Utrecht, i sardi. Le Guardie del Corpo seguirono il re in battaglia prendendo parte attiva alla guerra di successione spagnola, polacca ed austriaca combattendo, fra le altre, all'assedio di Torino e alla battaglia di Madonna dell'Olmo, ultima prova d'armi registrata per le Guardie. Le Guardie del Corpo seguirono il re Vittorio Amedeo III al Colle di Tenda nell'agosto del 1793 in vista della campagna nel nizzardo, tuttavia, a causa del suo fallimento, lo scortarono nuovamente a Torino. Con l'occupazione francese del Piemonte, nel 1798, le Guardie vennero dispensate dal giuramento al re di Sardegna passando alle dipendenze dei francesi. Esiliato in Sardegna, Carlo Emanuele IV riorganizzò una sola Compagnia composta da sardi tuttavia, con la Restaurazione, nel 1814, Vittorio Emanuele I decise di riformare le antiche tre compagnie esistite sino al 1796. L'anno successivo, a seguito dell'acquisizione del ducato di Genova, il sovrano approvò la creazione di una quarta compagnia.

Verso dello stendardo della 1ª Compagnia (savoiarda) delle Guardie del Corpo del Re secondo il regolamento del 1815.

Regio Viglietto del 1815 istituente il nuovo assetto delle Guardie del Corpo:
- 1ª Compagnia composta da savoiardi;
- 2ª Compagnia composta da piemontesi;
- 3ª Compagnia composta da sardi;
- 4ª Compagnia composta da liguri.

A causa delle simpatie costituzionali delle guardie, una volta salito al trono nel 1831, Carlo Alberto sciolse le quattro compagnie costituendone una soltanto e assegnandole compiti meramente celebrativi e di rappresentanza. Allo scoppio della prima guerra d'indipendenza, infatti, la scorta al sovrano venne affidata ai Carabinieri Reali, come è dimostrato dagli avvenimenti della battaglia di Pastrengo.

### Nel Regno d'Italia
Il corpo dei corazzieri si costituì il 7 febbraio 1868, come Squadrone Carabinieri Guardie del Re, nella città di Firenze, allora capitale d'Italia; vennero riuniti 80 carabinieri a cavallo, provenienti dalle legioni Firenze, Milano e Bologna, con il compito di fare da scorta d'onore al corteo reale all'ingresso della principessa Margherita di Savoia, mentre si recava al matrimonio con il principe Umberto. Il nome del corpo ebbe origine in occasione del matrimonio a Torino tra il duca di Savoia Vittorio Emanuele  e Maria Adelaide di Lorena, nel 1842, quando i componenti del corpo erano rivestiti da corazze.

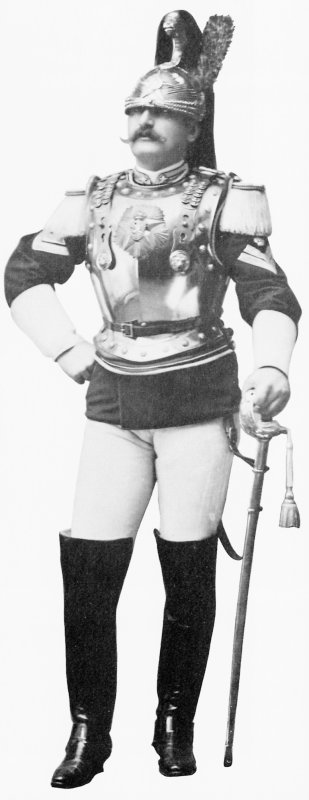
Corazziere in uniforme di gran gala a fine Ottocento

Il reparto dei corazzieri ha cambiato negli anni denominazione: Corazzieri, Guardie d'onore di Sua Maestà, Carabinieri Reali Guardie del Corpo di Sua Maestà, Drappello Guardie di Sua Maestà, Carabinieri Guardie del Re.
Nel 1870 le Compagnie Guardie Reali del Palazzo vennero sciolte e lo Squadrone Carabinieri Guardie del Re, che già allora veniva soprannominato Squadrone corazzieri, divenne l'unico reparto con il compito di proteggere la casa reale.
Nel 1871, dopo che i sovrani si erano trasferiti da Firenze a Roma, lo Squadrone Carabinieri Guardie del Re entrò a far parte della Legione Carabinieri di Roma e si insediò al Quirinale.

### Nella Repubblica Italiana
Quando il 13 giugno 1946 Umberto II di Savoia lasciò l'Italia a seguito della proclamazione della Repubblica, sciolse il giuramento al Re che lo squadrone aveva pronunciato, liberandolo così dall'obbligo di servirlo.
Lo squadrone tornò ufficialmente al Quirinale l'11 maggio 1948, quando si insediò il neoeletto presidente della repubblica Luigi Einaudi, che ripristinò lo "Squadrone carabinieri guardie" con le divise storiche del 1876.
Nel 1965 divenne Comando Carabinieri Guardie del Presidente della Repubblica.
Con un decreto del Presidente della Repubblica, nel 1978, al reparto venne concesso lo stendardo.
Nel 1990 il reparto assunse rango reggimentale come "Reggimento Carabinieri Guardie della Repubblica" e il 24 dicembre 1992 venne ufficialmente denominato Reggimento Corazzieri, grazie a due decreti del Presidente della Repubblica.
A giugno del 2017 esordì il primo corazziere di origine brasiliana nella storia d'Italia in occasione della visita al Quirinale di papa Francesco al presidente Sergio Mattarella.

## Personale

### Requisiti per l'arruolamento
I membri del reggimento, che sono una forza specializzata dell'Arma dei Carabinieri, si distinguono per le uniformi e gli stringenti requisiti cui devono rispondere.
I candidati devono vantare un'indiscussa moralità personale e familiare ed eccellenti trascorsi disciplinari e di servizio nell’Arma, testimoniati da almeno sei mesi di impiego sul territorio. 
Dal punto di vista fisico si richiedono almeno 190 cm di altezza, una costituzione corporea "adeguatamente armoniosa" e grande resistenza e preparazione atletica (specie per i prolungati turni di servizio in piedi, da svolgersi con austera immobilità in ogni condizione). Infine svolgono sei mesi di tirocinio nel Reggimento (con superamento del relativo esame finale).
I Corazzieri devono poi gestire con perizia il loro vasto equipaggiamento (detto in gergo “bottino”); sono addestrati a cavalcare i cavalli di razza irlandese o murgese in dotazione al reparto, caratterizzati da grande versatilità d'impiego (che vengono peraltro selezionati di taglia superiore alla media, con almeno 1,70 metri al garrese), e a guidare le voluminose e potenti motociclette Moto Guzzi California, che costituiscono un mezzo di trasporto complementare o alternativo nei servizi quotidiani, ma anche in molti servizi d'onore.
Dovendo inoltre assolvere l’incarico di scorta del Presidente della Repubblica, ai Corazzieri è richiesta la capacità di gestire con prontezza tante e delicate situazioni operative, coniugando all’efficacia protettiva la massima discrezione nello svolgimento delle mansioni.
L’addestramento del corpo comprende tecniche di arti marziali, difesa personale e paracadutismo; un'aliquota di Corazzieri viene inoltre addestrata al ruolo di tiratore scelto, onde essere impiegata soprattutto quando il Presidente della Repubblica compare in pubblico senza particolari forme di protezione diretta.

## Uniformi
I Corazzieri utilizzano uniformi differenti rispetto agli altri reparti dei Carabinieri, costituite da giubbe da cavallo monopetto per appuntati e brigadieri e doppio petto per marescialli ed ufficiali. In particolari circostanze, quali i servizi di guardia ed i picchetti d'onore al Quirinale, vengono indossate le uniformi di rappresentanza o di mezza gala, utilizzando l'elmo con sottogola e criniera di cavallo.  Per particolari servizi d'onore, come alla Festa della Repubblica, viene indossata l'uniforme di gran gala, che comprende la tipica corazza del reggimento.

## Stemma araldico
Ai corazzieri è stato concesso un proprio stemma araldico con DPR del 24 dicembre 1986. In esso sono richiamati i colori delle capitali dove il corpo nel corso della sua storia ha prestato servizio, cioè azzurro per Torino, argento per Firenze e rosso per Roma. Una parte dello stemma richiama quello generale dell'Arma Carabinieri. Sono anche richiamati la corona turrita, simbolo dell'Italia e presente negli emblemi delle Forze Armate, e lo stendardo presidenziale italiano. Nello stemma campeggia il motto «VIRTUS IN PERICULIS FIRMIOR».
Lo stemma attuale ha subito leggere modifiche degli ornamenti esterni rispetto a quello concesso nel 1986: nel 1990, nel 1992 e nel 2000 in conseguenza del cambiamento dello stendardo presidenziale, e nel 2002 dell'adozione del nuovo stemma araldico dei Carabinieri.
La blasonatura dello stemma è la seguente:
Lo scudo è sormontato dalla corona degli enti militari, cioè è turrita, d'oro, murata di nero, formata da un cerchio, rosso all'interno, con due cordonate a muro sui margini, sostenente otto torri (cinque visibili), di foggia rettangolare, munite di barbacane e di dieci merli alla guelfa (quattro dei quali angolari); sono munite di una porta e di una sola finestra e sono riunite da cortine di muro, ogni porzione della cortina finestrata di nero.
Lo scudo è tenuto da due leoni, lampassati di rosso, quello di destra tenente una bandiera italiana con l'asta d'azzurro, quello di sinistra tenente lo stendardo presidenziale italiano con l'asta d'azzurro. I leoni poggiano su una lista d'oro su cui c'è scritto in caratteri romani di nero "VIRTUS IN PERICULIS FIRMIOR".»

## Galleria d'immagini

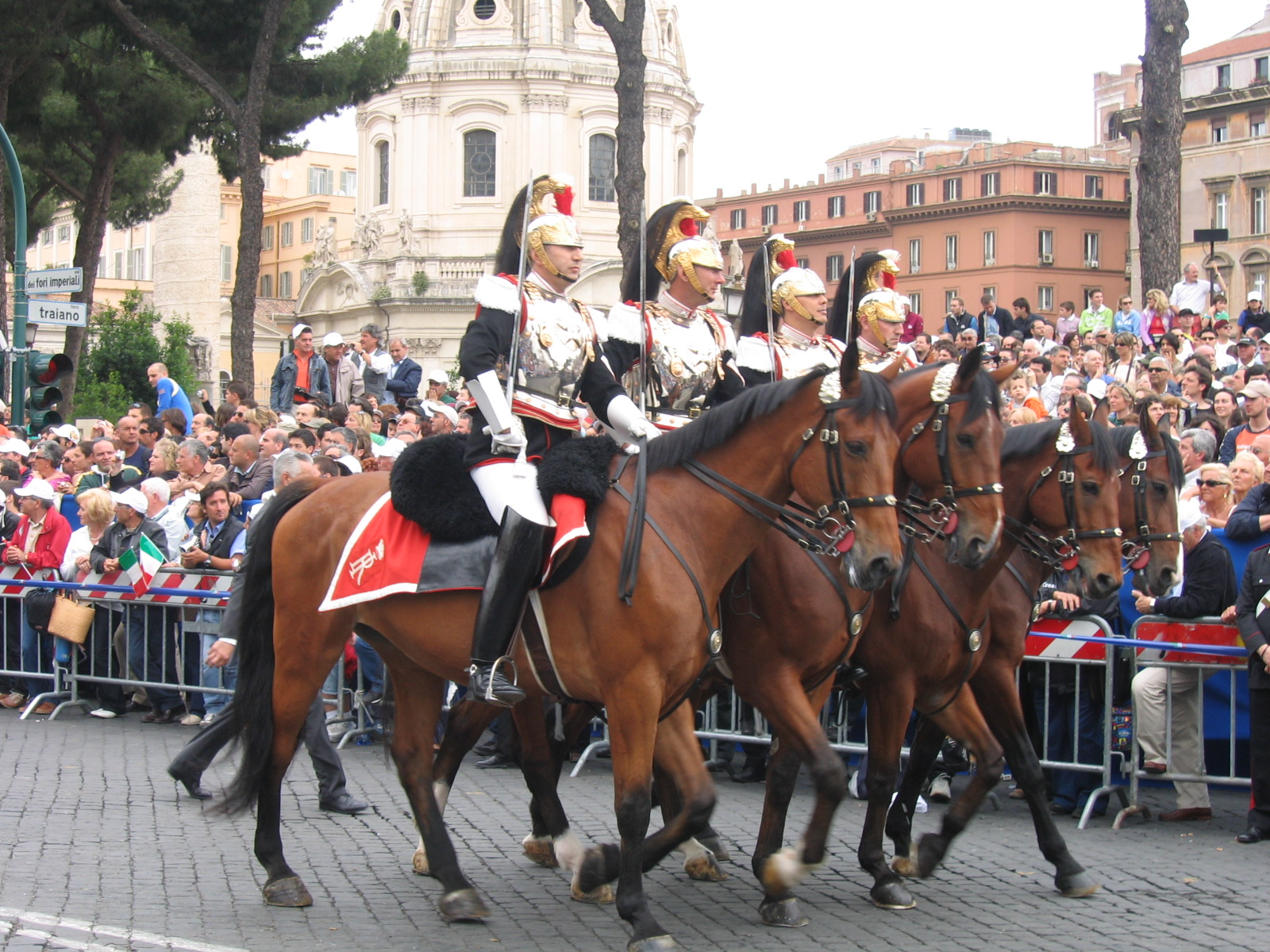
Corazzieri a cavallo alla sfilata del 2 giugno 2006
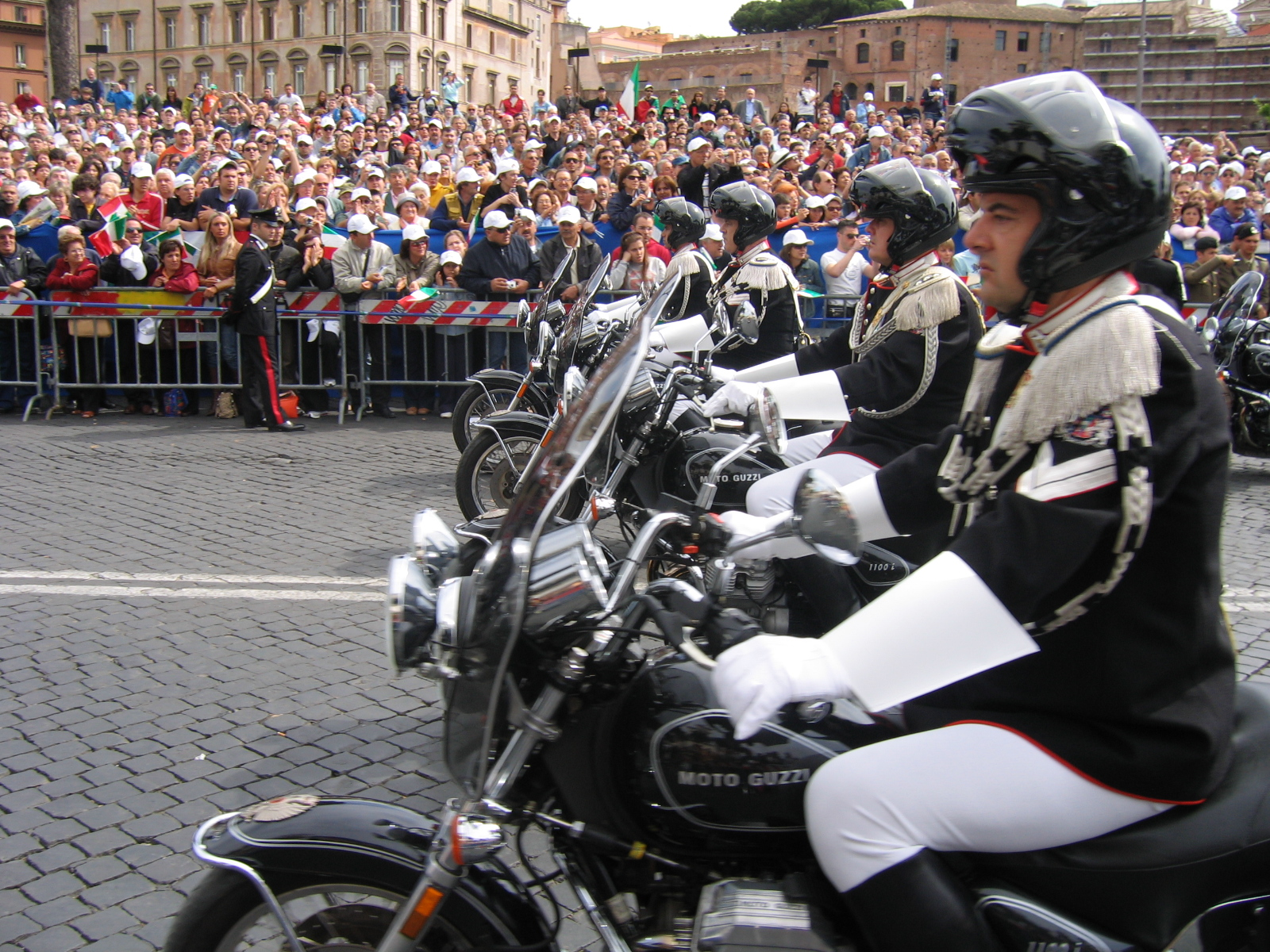
Corazzieri motociclisti con le Guzzi alla sfilata del 2 giugno 2006
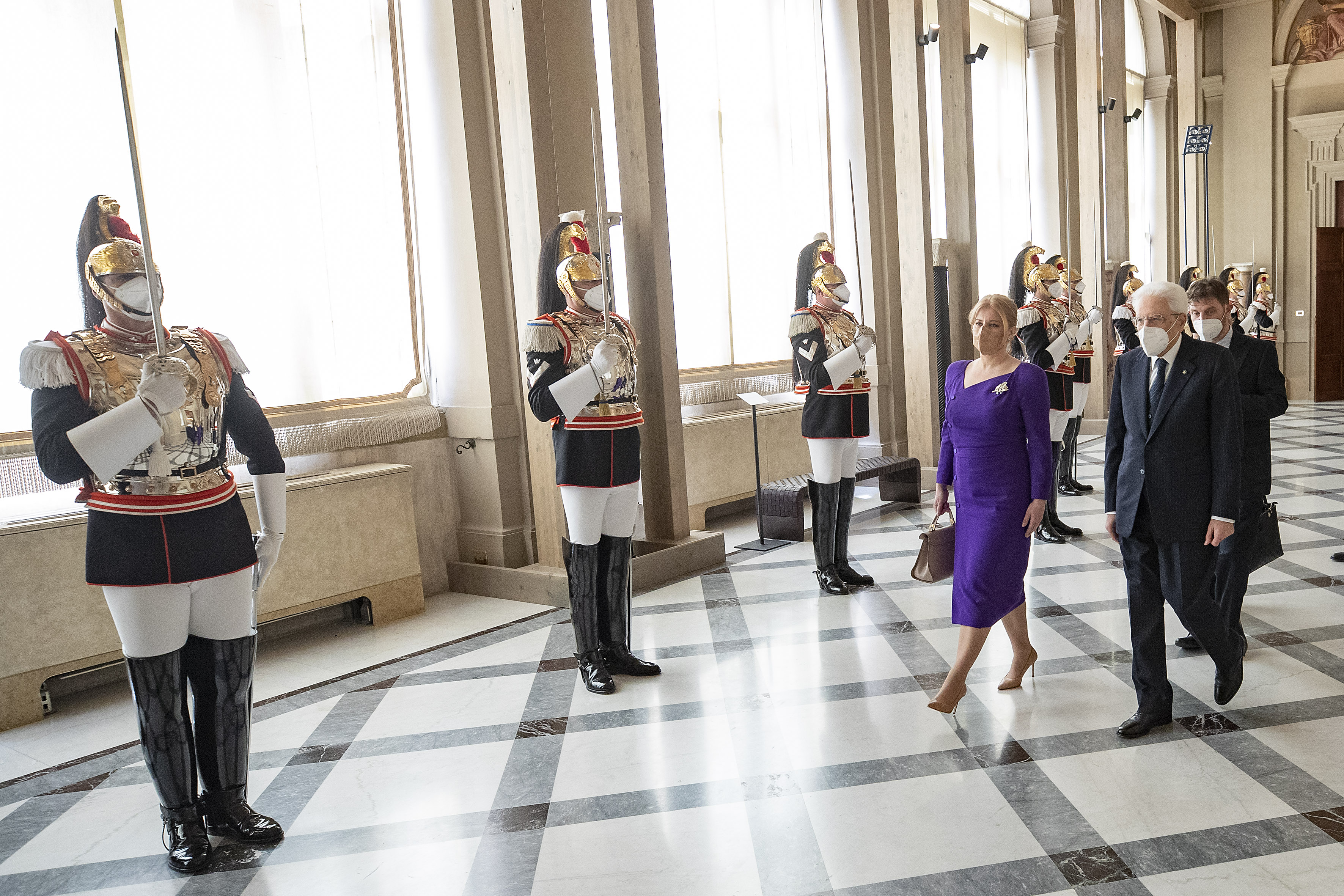
Corazzieri all'interno del palazzo del Quirinale
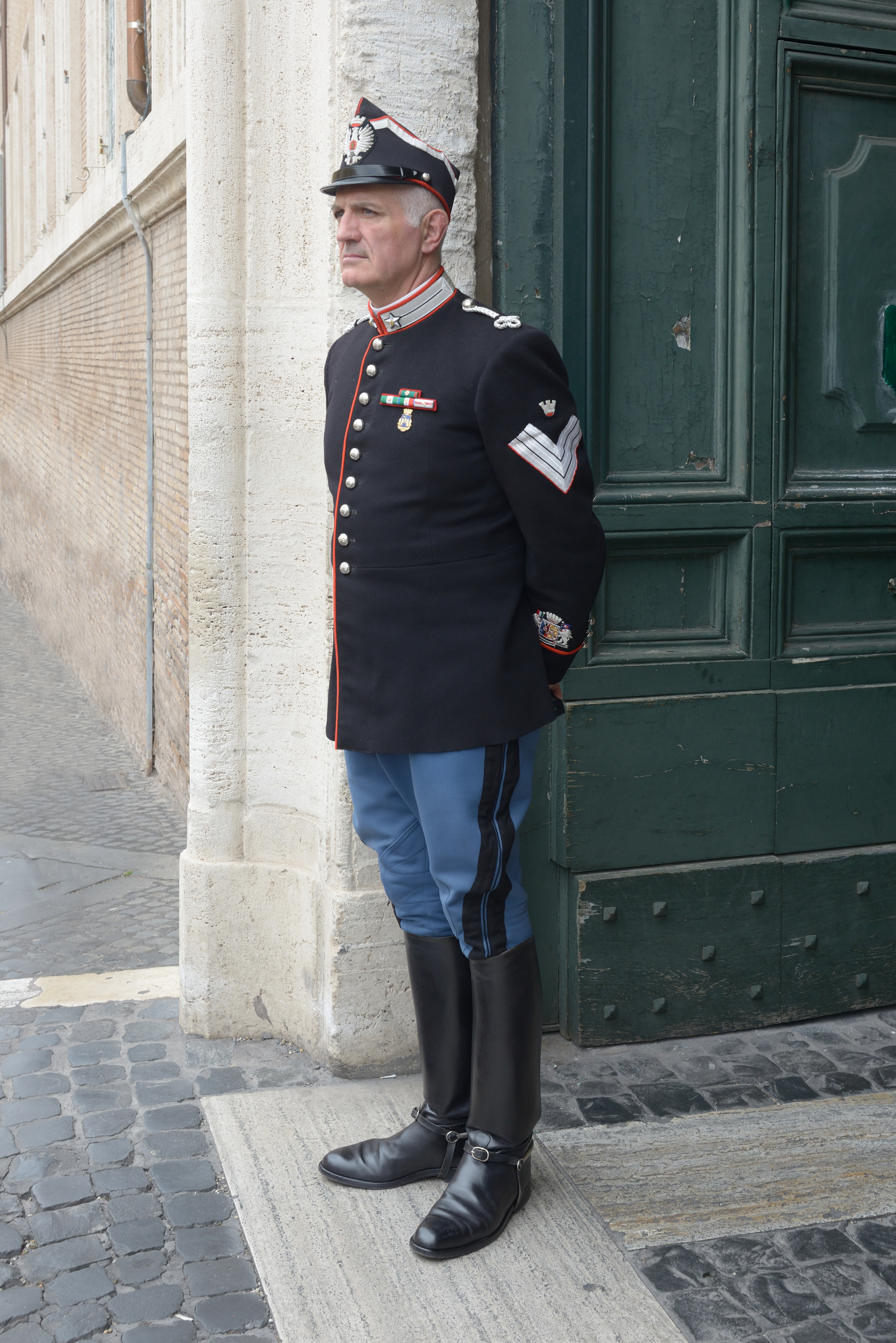
Corazziere di guardia in uniforme di servizio davanti al Quirinale
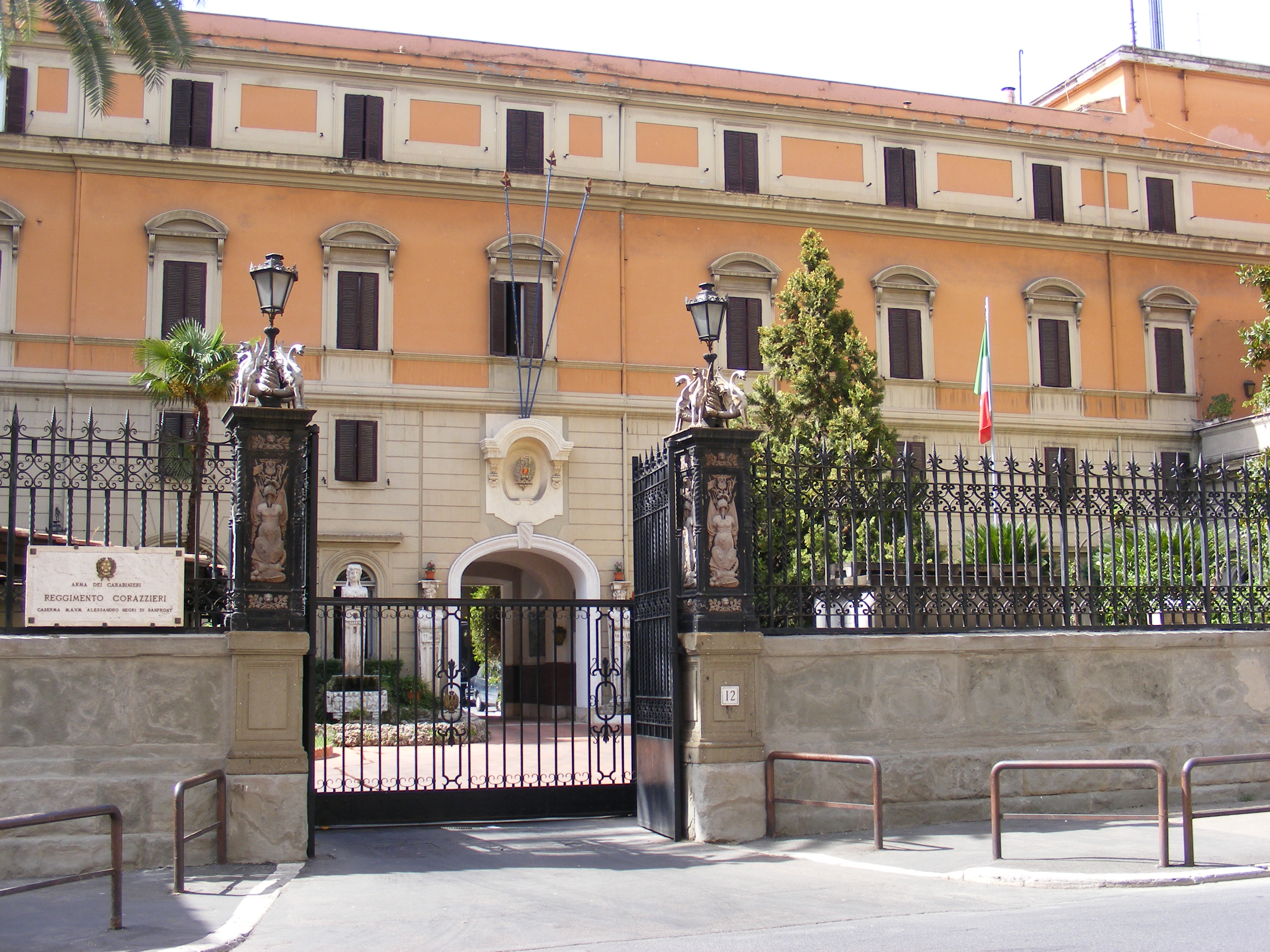
La caserma di via XX Settembre 12 a Roma
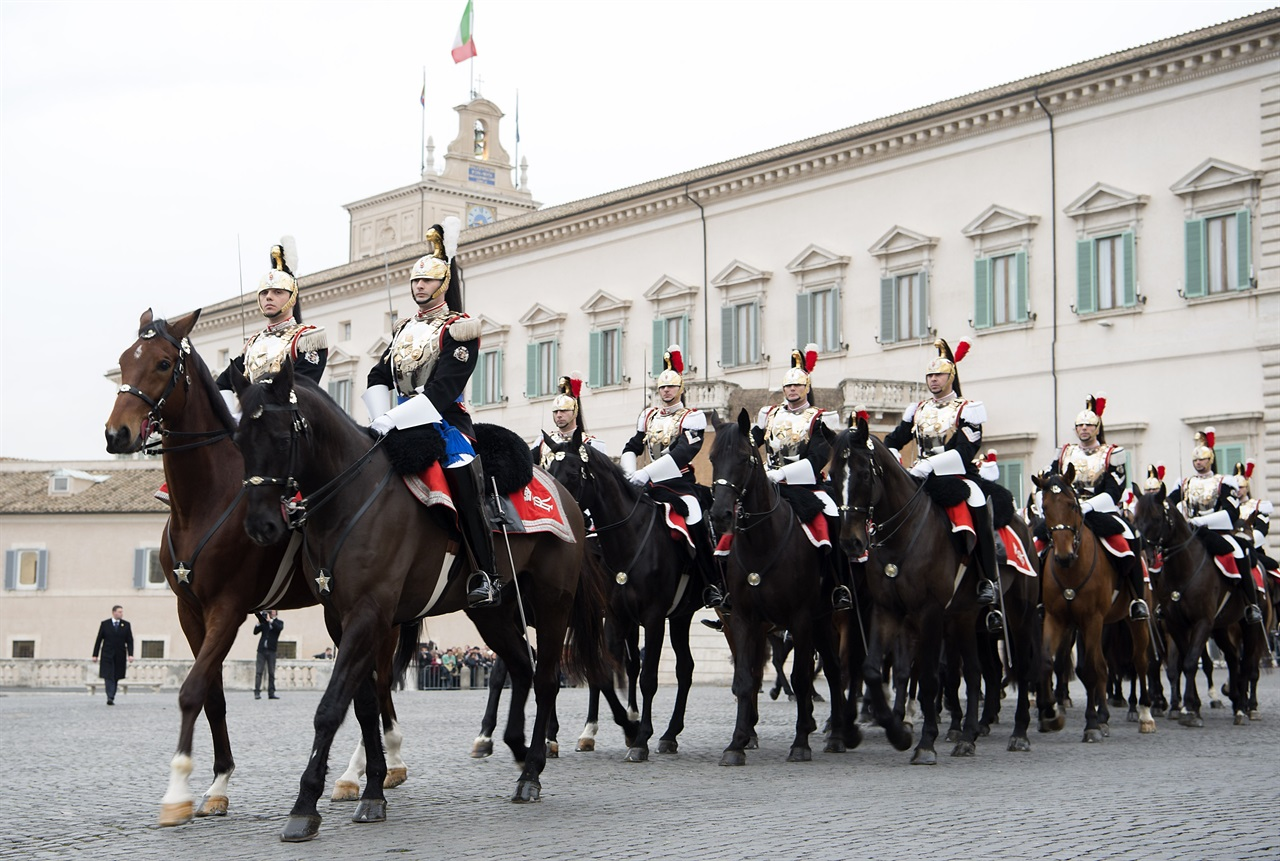
Corazzieri a cavallo in occasione della Festa del Tricolore del 2016
- Cambio della Guardia solenne durante il 162º anniversario dell'Unità d'Italia

## Comandanti
- 47º. Cap. Francesco Dardelli (1868)
- 48º. Cap. Stefano de Gioannini (1878-1881)
- 49º. Mag. Giovanni Lang (c.1912)
- 50º. Eugenio Catemario di Quadri (c.1927)
- 51º. Col. Ernesto de Sanctis (1933-1944)
- 52º. T.Col. Giovanni Riario Sforza (1944-1946)
- 53º. Mag. Bruno Tassoni (c.1956)
- 54º. Col. Pier Vittorio Faruffini di Sezzadio (1970-1975)
- 55º. Col. Ferdinando Corsani (1975-1980)
- 56º. Col. Giancesco Azzolin (c.1987)
- 57º. Col. Franco Bazan (1988-1990)
- 58º. Col. Giuseppe Pecoraro (1990)
- 59º. Col. Tommaso Meli (1995-2006)
- 60º. Col. Mario Cinque (2006-2009)
- 61º. Gen.B. Paolo Carra (2009-2015)
- 62º. Gen.B. Alessandro Casarsa (2015-2019)
- 63º. Gen.B. Luciano Magrini (2019-2023)
- 64º. Gen.B. Rino Coppola (2023-presente)